# 미스즈촌 (미에현)
미스즈촌(三鈴村)은 미에현 스즈카군에 있던 촌이다. 현재의 욧카이치시와 스즈카시에 해당한다.

## 역사
- 1956년 9월 30일 - 정촌제 시행에 의해 스즈카군 미스즈촌이 성립하였다.
- 1957년 4월 15일 - 미스즈촌이 분립으로 4개의 오아자는 욧카이치시, 6개 오아자는 스즈카시에 각각 편입해 동일 미스즈촌은 폐지되었다.

## 교통

### 도로
현재는 히가시메이한 자동차도로가 구촌 지역을 통과하지만 당시에는 미개통 상태였다. 

## 참고문헌
- 角川日本地名大辞典 24 三重県